# Tashi Chhozom
Tashi Chhozom é uma advogada e jurista butanense. Em 2012, tornou-se a primeira mulher do Butão a ser designada para a Suprema Corte do país.

## Ensino
Chhozom recebeu uma bolsa para estudar no Washington College of Law, da Universidade Americana em Washington, D.C. a partir de 2005-2006. Lá, foi aluna do professor Stephen Wermiel e estudou o sistema judiciário juvenil e as questões relacionadas às mulheres.
Em 2010, Chhozom concluiu um mestrado em Direito pela Universidade de Tecnologia de Queensland, na Austrália, e recebeu da universidade o Prêmio de Excelência em 2013.

## Carreira
Chhozom serviu como juíza em diversos tribunais distritais, sendo a primeira mulher a exercer tal cargo. Ela também atuou na Alta Corte e como presidente do Conselho Real de Serviço Judicial. Chhozom manteve um interesse especial em questões relacionadas a mulheres e casos envolvendo jovens, trabalhando para que fosse estabelecido no país um sistema judicial exclusivo para os jovens.
Chhozom foi nomeada para a Suprema Corte em 3 de agosto de 2012 para um período de dez anos. Sua posse foi realizada em 12 de setembro. Converteu-se, assim, na primeira e única juíza mulher do tribunal. Também é a integrante mais jovem da corte.
Chhozom recebeu, em 2013 e 2015, o prêmio Real de Serviço Civil, concedido pelo Rei Jigme Khesar Namgyel Wangchuck.

## Vida pessoal
Chhozom é casada e tem dois filhos.

### Nota
- Este artigo foi inicialmente traduzido, total ou parcialmente, do artigo da Wikipédia em inglês cujo título é «Tashi Chhozom», especificamente desta versão.